# GreenBrowser
GreenBrowser是一款基於Internet Explorer的分頁式瀏覽器，曾經是開放源碼軟體，最近將主頁上的開源頁面去除，但仍可以下載舊版本（3.1.0370）的源碼。

## 特性
- 廣告過濾[1] 、滑鼠手勢
- 滑鼠拖曳、拖曳選單
- 搜尋列、狀態列
- 老闆鍵、一鍵通
- 代理、面板
- 群組、自動保存
- 自動填表、模擬按鍵
- 網速監測、搜尋引擎
- 加入搜尋、網址縮寫
- 擴展工具列、頁面管理器
- 下載管理器

## 評價

### 正面評價
- 使用GreenBrowser分頁功能和Internet Explorer打開相同數量（>1）的相同頁面時，GreenBrowser消耗的記憶體明顯較少。
- 由於作者MoreQuick持續的對GreenBrowser的使用細節方面進行不斷地人性化的完善，所以GreenBrowser的支持者認為GreenBrowser是最為人性化的基於IE的多頁面瀏覽器。
- 大部分支持者認為其可定制性強。

### 負面評價
- 由於GreenBrowser使用的是Internet Explorer核心，所以Internet Explorer所具備的程式缺點GreenBrowser也一樣具備。如：漏洞等。
- GreenBrowser界面較為粗糙、難看，一直廣受批評。
- GreenBrowser不支持同類瀏覽器（例如Maxthon、TheWorld）所支持的部分功能（例如IE插件支持、側邊欄自動隱藏、COM插件支持、PNG皮膚支持）
- GreenBrowser設定較為繁瑣，用戶較難上手。

## 相關網站
- GreenBrowser官方網站（页面存档备份，存于）
- GreenBrowser繁體中文支持網站